# Dongxiang
För andra betydelser, se Dongxiang (olika betydelser).
Dongxiang (kinesiska: 东乡), eller, på dongxiang, santa eller sarta, är ett sydöstmongoliskt språk som talas av drygt 500 000 personer (år 2000), huvudsakligen i den kinesiska provinsen Gansu. 
Det är även en av de 56 officiellt erkända kinesiska minoritetsfolkgrupperna och definieras av sitt språket och sin religion: islam (sunni).